# Hautnah (telefilme de 1985)
Hautnah (em Portugal, Grande Plano) é um telefilme alemão de 1985, realizado por Peter Schulze-Rohr e com a participação de Armin Mueller-Stahl, Wolf-Dietrich Berg, Brigitte Karner, Walter Tschernich, Wilfried Baasner, Horst Bollman e Michael Degen, e baseado num livro de Norbert Ehry.

## Sinopse
Dold, um especialista em sistemas de vigilância, é contratado para vigiar Rodinski, um poderoso empresário local. Mas vai ser envolvido num plano mais complicado do que esperava...

## Elenco[2]
- Armin Mueller-Stahl como Dold
- Wolf-Dietrich Berg como Charly
- Brigitte Karner como Margot Fiala
- Walter Tschernich como Rodinski
- Wilfried Baasner como Meilick
- Horst Bollmann como Schober
- Michael Degen como Fischer

## Prémios
Em 1986, Hautnah ganhou o segundo prémio, na categoria de televisão, no Festival Internacional de Cinema de Locarno.